# 多爾海什蒂鄉 (蘇恰瓦縣)
47°28′N 26°31′E / 47.467°N 26.517°E
多爾海什蒂鄉（羅馬尼亞語：Comuna Dolhești, Suceava），是羅馬尼亞的鄉份，位於該國東北部，由蘇恰瓦縣負責管轄，面積42平方公里，海拔高度259米，2007年人口4,008，人口密度每平方公里96人。